# Swingtown
Swingtown est une série télévisée américaine en treize épisodes de 40 minutes environ, créée par Mike Kelley, réalisée par Alan Poul (en) et diffusée entre le 5 juin et le 5 septembre 2008 sur le réseau CBS et en simultané sur le réseau Global au Canada.
En France, la série est diffusée depuis le 7 mars 2010 sur Série Club et depuis le 14 septembre 2010 sur M6, puis rediffusé en 2011 sur Téva et M6. Au Québec, elle a été diffusée à partir du 2 mai 2011 à Séries+.

## Synopsis
Dans les années 1970 les États-Unis fêtent leurs 200 ans. Bruce et Susan Miller s'installent dans la banlieue chic de Chicago et vont explorer leur nouvelle liberté sexuelle et sociale avec leurs voisins.

## Distribution

### Acteurs principaux
- Jack Davenport (VF : Jean-Pierre Michaël) : Bruce Miller
- Molly Parker (VF : Véronique Volta) : Susan Miller
- Lana Parrilla (VF : Danièle Douet) : Trina Decker
- Grant Show (VF : Thierry Ragueneau) : Tom Decker
- Miriam Shor (VF : Ivana Coppola) : Janet Thompson
- Josh Hopkins (VF : Maurice Decoster) : Roger Thompson
- Shanna Collins (VF : Jessica Monceau) : Laurie Miller
- Aaron Christian Howles (en) (VF : Hervé Grull) : Bruce « B.J. » Miller Jr.
- Michael Rady (VF : Didier Cherbuy) : Doug Stephens
- Brittany Robertson (VF : Camille Donda) : Samantha Saxton

### Acteurs récurrents
- Nick Benson (VF : Arthur Pestel) : Rick Thompson (9 épisodes)
- Kate Norby (en) (VF : Marie Millet) : Gail Saxton (6 épisodes)
- Bob Ross : Kenneth Porter (6 épisodes)
- Rachelle Lefèvre (VF : Léa Gabriele) : Melinda (5 épisodes)
- Rick Peters (VF : Ludovic Baugin) : Tony Mareno (5 épisodes)
- Kyle Searles (VF : Alexandre Gillet) : Logan Rhode (4 épisodes)
- Erin Daniels (VF : Laurence Dourlens) : Sylvia Davis (4 épisodes)

### Invités
- Mark Valley (VF : Boris Rehlinger) : Brad Davis (épisodes 2, 3 et 9)
- Rick D. Wasserman : Harry Reems (épisode 5)

 Source et légende : version française (VF) sur RS Doublage

## Production
Le projet de Mike Kelley a débuté en octobre 2006, et CBS a commandé un pilote en décembre.
Le casting principal débute en février 2007, dans cet ordre : Jack Davenport et Grant Show, Lana Parrilla, Miriam Shor, Brittany Robertson, Molly Parker et Josh Hopkins, Shanna Collins, Aaron Christian Howles et Kyle Searles.
Le 14 mai 2007, la série est commandée et annonce deux jours plus tard lors des Upfronts qu'elle sera diffusée à la mi-saison. La grève de la Writers Guild of America de 2007 déclenchée en novembre a causé un délai de production. La série est devenue une saga de l'été.
Le pilote a été vu par 8,57 millions de téléspectateurs. Après la diffusion des sept premiers épisodes, CBS déplace la série de la case du jeudi au vendredi à 22 h en raison de la baisse d'audience. Après la diffusion de la finale début septembre, les membres de la série sont castés dans d'autres projets. CBS confirme l'annulation de la série qu'en janvier 2009.

## Épisodes
1. Voisin et plus si affinités (Pilot)
2. L'amour nous portera (Love Will Find a Way)
3. Silence, on tourne (Double Exposure)
4. L'Aventure d'un week-end (Cabin Fever)
5. Un vent de liberté (Go Your Own Way)
6. Rester authentique (Friends with Benefits)
7. Vague de chaleur (Heatwave)
8. Petits Secrets entre amis (Puzzlerama)
9. Échangus interruptus (Swingus Interruptus)
10. La Confusion des sentiments (Running on Empty)
11. La Fièvre du samedi soir (Get Down Tonight)
12. Les meilleures choses ont une fin (Surprise)
13. La Boîte de Pandore (Take it to the Limit)